# Denklingen
Denklingen er en kommune i Landkreis Landsberg am Lech, Regierungsbezirk Oberbayern i den tyske delstat Bayern.

## Geografi
Denklingen ligger ca. 50 kilometer sydvest for München.

### Inddeling
Ud over Denklingen, ligger i kommunen landsbyerne Dienhausen og Epfach, der ligger ved floden Lech.
- Bebyggelsen Menhofen
- Mindesmærke ved indkørslen til Epfach
- Kapellet St. Mang i Dienhausen